# ويليام بريل
ويليام بريل (بالإنجليزية: William Brill)‏ هو ضابط وطيار أسترالي، ولد في 17 مايو 1916 في غنمين ‏ في أستراليا، وتوفي في 12 أكتوبر 1964 في Campbell, Australian Capital Territory ‏ في أستراليا.